# Анещи Узунов
Анещи Николов Узунов е деец на БРП (к), участник в Съпротивителното движение по време на Втората световна война, партизанин и командир на Неврокопската чета.

## Биография
Анещи Узунов е роден на 7 февруари 1914 година в драмското село Плевня, Гърция. Преселва се със семейството си в Неврокоп през 1918 година. От 1930 година взима участие в работнически протестни действия. Става член на Работническия младежки съюз (РМС) в 1932 година и на БКП. Участва в подготовката за изборите в 1932 година. Преследван от ВМРО в същата 1932 година отива в Пловдив, а от 1933 година работи като печатарски работник в София. Става технически сътрудник в Областния комитет на ВМРО (обединена) в София. През 1935 година след провал е арестуван и е осъден на три години затвор. В 1937 година е освободен и изпратен от Централния комитет на РМС като организатор в Неврокоп. В 1938 година той създава и е избран за секретар на Околийския комитет на РМС в Неврокоп.
Участва в Съпротивителното движение по време на Втората световна война. Той е един от организаторите на акцията за снабдяване с оръжие от разбитата гръцка Линия „Метаксас“. Участва в различни саботажни акции. През април 1942 година е арестуван и въдворен в село Черноочене, Кърджалийско. През септември 1942 година бяга и минава в нелегалност. Организатор и командир на Неврокопската чета. Убит е край село Рибново, Неврокопско.
На неговото име е наречен Неврокопският партизански отряд.